# كيليان غرانت
كيليان غرانت (بالإسبانية: Kilian Grant) (18 مايو 1994 بفيغيراس في إسبانيا - ) هو لاعب كرة قدم إسباني في مركز الهجوم. لعب مع ريال سرقسطة ونادي أولوت وDeportivo Aragón ‏.

## وصلات خارجية
- كيليان غرانت على موقع قاعدة بيانات كرة القدم.إي يو (الإنجليزية)
- كيليان غرانت على موقع Soccerway.com (الإنجليزية)
- كيليان غرانت على موقع عالم كرة القدم.نت (الإنجليزية)
- كيليان غرانت على موقع AS.com (الإسبانية)